# El Carmen (Jujuy)
El Carmen – miasto w Argentynie, w prowincji Jujuy, stolica departamentu o tej samej nazwie.
Według danych szacunkowych na rok 2010 miejscowość liczyła 13 623 mieszkańców.